# Mike Diamond
Michael Louis Diamond (New York, 20 november 1965), beter bekend als Mike D, is een Amerikaanse rapper en medeoprichter van de hiphopgroep de Beastie Boys. Diamond rapt, zingt en is de drummer. Daarnaast heeft hij een aantal remixes voor Moby en Björk vervaardigd.
Diamond is geboren in een Joods gezin in New York. Zijn vader was kunsthandelaar en zijn moeder interieurarchitecte.
- Bibliothèque nationale de France: cb14031763d (data)
- Gemeinsame Normdatei: 135076803
- International Standard Name Identifier: 0000 0001 1662 3833
- MusicBrainz: a8797304-f0b3-497b-a592-c09eac0fd9c8
- Nationale Bibliotheek van Tsjechië: xx0113149
- Système universitaire de documentation: 161835899
- Virtual International Authority File: 66665484
- WorldCat: E39PBJkxDDMFCpM9X6YXfXCqQq